# (9492) Veltman
(9492) Veltman ist ein Asteroid des Hauptgürtels, der am 25. März 1971 von den niederländischen Astronomen Cornelis Johannes van Houten, Ingrid van Houten-Groeneveld und Tom Gehrels am Palomar-Observatorium (Sternwarten-Code 675) in Kalifornien entdeckt wurde.
Der Asteroid ist nach dem niederländischen Physiker Martinus J. G. Veltman (1931–2021) benannt, der gemeinsam mit seinem Kollegen Gerardus ’t Hooft im Jahr 1999 mit dem Nobelpreis für Physik ausgezeichnet wurde.